# L'amour est dans le pré
Pour les articles homonymes, voir ADP.
Cet article traite uniquement de la version française de l'émission, diffusée sur M6.
Ne doit pas être confondu avec L'amour est dans le pré (Belgique).
L'amour est dans le pré, parfois abrégé ADP, est une émission de télévision française de téléréalité diffusée en France, sur M6, depuis le 8 septembre 2005. Elle est présentée d'abord par Véronique Mounier et Alessandra Sublet, puis par Karine Le Marchand depuis la cinquième saison.
L'émission est adaptée de la version britannique Farmer Wants a Wife, conçue en 2001 et produite par Fremantle.
Il s'agit d'une émission permettant à des agriculteurs à la recherche d'un conjoint, de faire la rencontre de téléspectateurs célibataires. En début d'année, le portrait des participants est diffusé, puis les personnes intéressées écrivent une lettre à l'agriculteur. Au cours de l'été de la même année, ce dernier ouvre les courriers reçus, et invite des prétendants pour un speed dating. Après cela, il choisit deux personnes qu'il invite chez lui, dans sa ferme, pour espérer finalement trouver un conjoint.
L'amour est dans le pré est aussi le titre utilisé pour les adaptations belge et québécoise du programme, respectivement diffusées et présentées sur RTL TVI par Sandrine Dans et sur Noovo par Katherine Levac.

## Production et organisation

### Réalisation et production
L'émission est produite par la société de production Fremantle.

### Présentation
Les première et troisième saisons sont présentées par Véronique Mounier,.
Les deuxième et quatrième saisons sont présentées par Alessandra Sublet,.

Depuis la cinquième saison, la présentation est assurée par Karine Le Marchand, pour pallier le départ d'Alessandra Sublet vers France 5.

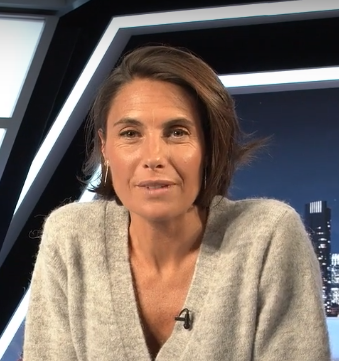
Alessandra Sublet
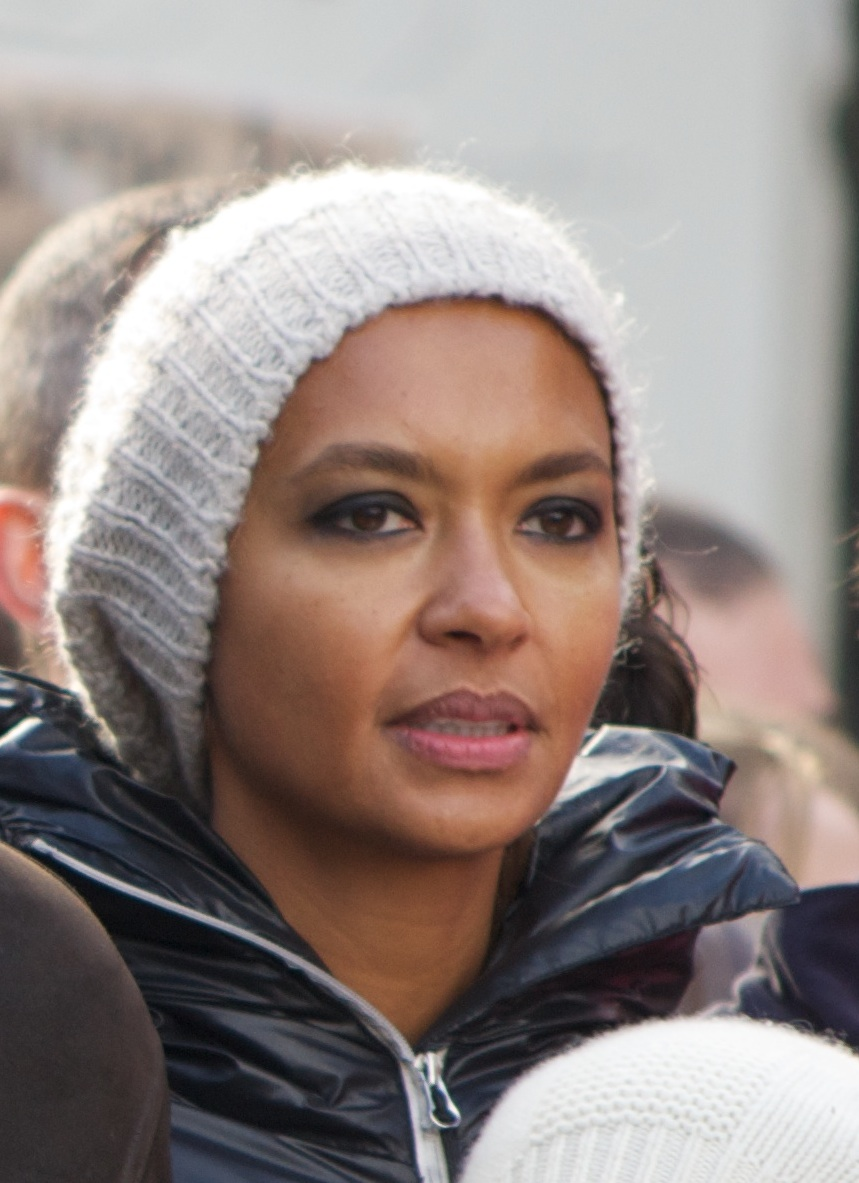
Karine Le Marchand

## Principe
Le principe de l'émission est de présenter au public plusieurs agriculteurs célibataires. Les téléspectateurs peuvent ensuite envoyer une lettre à l'agriculteur de leur choix dans l'espoir de se faire choisir par ce dernier. Parmi ces courriers, l'agriculteur choisit dix lettres, et leurs signataires ont un rendez-vous organisé avec lui à Paris. Lors de ce rendez-vous, l'agriculteur sélectionne deux personnes pour passer une semaine dans sa ferme afin de mieux les connaître et voir si une relation de couple avec l'un ou l'une d'entre eux est envisageable.
À l'issue de chaque saison, un bilan est présenté, où les participants font part de leur situation personnelle.

## Saisons classiques

### Déroulement
| Saisons   | Nombre de participants | Nombre d'épisodes | Diffusion française des portraits | Diffusion française des autres épisodes | Présentatrice      |
| --------- | ---------------------- | ----------------- | --------------------------------- | --------------------------------------- | ------------------ |
| Saison 1  | 5                      | 1 + 4             | Le 8 septembre 2005               | Du 6 juillet au 27 juillet 2006         | Véronique Mounier  |
| Saison 2  | 9                      | 1 + 7             | Le 27 décembre 2006               | Du 2 juillet au 13 août 2007            | Alessandra Sublet  |
| Saison 3  | 10                     | 1 + 8             | Le 31 janvier 2008                | Du 23 juin au 11 août 2008              | Véronique Mounier  |
| Saison 4  | 10                     | 1 + 9             | Le 2 janvier 2009                 | Du 15 juin au 10 août 2009              | Alessandra Sublet  |
| Saison 5  | 11                     | 1 + 11            | Le 14 janvier 2010                | Du 7 juin au 16 août 2010               | Karine Le Marchand |
| Saison 6  | 14                     | 1 + 14            | Le 4 janvier 2011                 | Du 13 juin au 12 septembre 2011         | Karine Le Marchand |
| Saison 7  | 14                     | 2 + 14            | Les 16 et 23 janvier 2012         | Du 2 juillet au 1er octobre 2012        | Karine Le Marchand |
| Saison 8  | 14                     | 2 + 15            | Les 7 et 14 janvier 2013          | Du 17 juin au 23 septembre 2013         | Karine Le Marchand |
| Saison 9  | 14                     | 2 + 15            | Les 6 et 13 janvier 2014          | Du 9 juin au 15 septembre 2014          | Karine Le Marchand |
| Saison 10 | 14                     | 2 + 15            | Les 5 et 12 janvier 2015          | Du 8 juin au 14 septembre 2015          | Karine Le Marchand |
| Saison 11 | 14                     | 2 + 17            | Les 11 et 18 janvier 2016         | Du 11 juillet au 31 octobre 2016        | Karine Le Marchand |
| Saison 12 | 14                     | 2 + 16            | Les 2 et 9 janvier 2017           | Du 19 juin au 2 octobre 2017            | Karine Le Marchand |
| Saison 13 | 14                     | 2 + 15            | Les 15 et 22 janvier 2018         | Du 20 août au 26 novembre 2018          | Karine Le Marchand |
| Saison 14 | 13                     | 2 + 15            | Les 28 janvier et 4 février 2019  | Du 26 août au 9 décembre 2019           | Karine Le Marchand |
| Saison 15 | 13                     | 2 + 14            | Les 9 et 16 mars 2020             | Du 14 septembre au 14 décembre 2020     | Karine Le Marchand |
| Saison 16 | 12                     | 2 + 14            | Les 1er et 8 février 2021         | Du 30 août au 29 novembre 2021          | Karine Le Marchand |
| Saison 17 | 13                     | 2 + 13            | Les 14 et 21 février 2022         | Du 22 août au 14 novembre 2022          | Karine Le Marchand |
| Saison 18 | 14                     | 2 + 14            | Les 30 janvier et 6 février 2023  | Du 21 août au 20 novembre 2023          | Karine Le Marchand |
| Saison 19 | 15                     | 3 + 16            | Les 8, 15 et 22 janvier 2024      | Du 19 août au 2 décembre 2024           | Karine Le Marchand |
| Saison 20 | 15                     | 3 + ?             | Les 13, 20 et 27 janvier 2025     | À partir du 25 août 2025                | Karine Le Marchand |

### Détails

#### Saison 1 (2006)
Cette première saison est présentée par Véronique Mounier et 5 agriculteurs y participent.
Elle est diffusée sur M6, du 6 juillet au 27 juillet 2006. Tous les épisodes sont diffusés en première partie de soirée, les jeudis à 20 h 50. Les portraits ont quant à eux été diffusés le jeudi 8 septembre 2005.

#### Saison 2 (2007)
Cette deuxième saison est présentée par Alessandra Sublet et 9 agriculteurs y participent.
Elle est diffusée sur M6, du 2 juillet au 13 août 2007. Tous les épisodes sont diffusés en première partie de soirée, les lundis à 20 h 50. Les portraits ont quant à eux été diffusés le mercredi 26 décembre 2006.

#### Saison 3 (2008)
Cette troisième saison est présentée par Véronique Mounier et 10 agriculteurs y participent.
Elle est diffusée sur M6, du 23 juin au 11 août 2008. Tous les épisodes sont diffusés en première partie de soirée, les lundis à 20 h 50. Les portraits ont quant à eux été diffusés le jeudi 31 janvier 2008.

#### Saison 4 (2009)
Cette quatrième saison est présentée par Alessandra Sublet et 10 agriculteurs y participent.
Elle est diffusée sur M6, du 15 juin au 10 août 2009. Tous les épisodes sont diffusés en première partie de soirée, les lundis à 20 h 50. Les portraits ont quant à eux été diffusés le vendredi 2 janvier 2009.

#### Saison 5 (2010)
Cette cinquième saison est présentée par Karine Le Marchand et 11 agriculteurs y participent.
Elle est diffusée sur M6, du 7 juin au 16 août 2010. Tous les épisodes sont diffusés en première partie de soirée, les lundis à 20 h 40. Les portraits ont quant à eux été diffusés le jeudi 14 janvier 2010.

#### Saison 6 (2011)
Cette sixième saison est présentée par Karine Le Marchand et 14 agriculteurs y participent.
Elle est diffusée sur M6, du 13 juin au 12 septembre 2011. Tous les épisodes sont diffusés en première partie de soirée, les lundis à 20 h 45. Les portraits ont quant à eux été diffusés le lundi 4 janvier 2011.

#### Saison 7 (2012)
Cette septième saison est présentée par Karine Le Marchand et 14 agriculteurs y participent.
Elle est diffusée sur M6, du 2 juillet au 1er octobre 2012. Tous les épisodes sont diffusés en première partie de soirée, les lundis à 20 h 50. Les portraits ont quant à eux été diffusés les lundis 16 et 23 janvier 2012.

#### Saison 8 (2013)
Cette huitième saison est présentée par Karine Le Marchand et 14 agriculteurs y participent.
Elle est diffusée sur M6, du 17 juin au 23 septembre 2013. Tous les épisodes sont diffusés en première partie de soirée, les lundis à 20 h 50. Les portraits ont quant à eux été diffusés les lundis 7 et 14 janvier 2013,.

#### Saison 9 (2014)
Cette neuvième saison est présentée par Karine Le Marchand et 14 agriculteurs y participent.
Elle est diffusée sur M6, du 9 juin au 15 septembre 2014. Tous les épisodes sont diffusés en première partie de soirée, les lundis à 21 h. Les portraits ont quant à eux été diffusés les lundis 6 et 13 janvier 2014.

#### Saison 10 (2015)
Cette dixième saison est présentée par Karine Le Marchand et 14 agriculteurs y participent.
Elle est diffusée sur M6, du 8 juin au 14 septembre 2015. Tous les épisodes sont diffusés en première partie de soirée, les lundis à 21 h. Les portraits ont quant à eux été diffusés les lundis 5 et 12 janvier 2015,.

#### Saison 11 (2016)
Cette onzième saison est présentée par Karine Le Marchand et 14 agriculteurs y participent.
Elle est diffusée sur M6, du 11 juillet au 31 octobre 2016. Tous les épisodes sont diffusés en première partie de soirée, les lundis à 21 h 5. Les portraits ont quant à eux été diffusés les lundis 11 et 18 janvier 2016,.

#### Saison 12 (2017)
Cette douzième saison est présentée par Karine Le Marchand et 14 agriculteurs y participent.
Elle est diffusée sur M6, du 19 juin au 2 octobre 2017. Tous les épisodes sont diffusés en première partie de soirée, les lundis à 21 h 5. Les portraits ont quant à eux été diffusés les lundis 2 et 9 janvier 2017,.

#### Saison 13 (2018)
Cette treizième saison est présentée par Karine Le Marchand et 14 agriculteurs y participent.
Elle est diffusée sur M6, du 20 août au 26 novembre 2018. Tous les épisodes sont diffusés en première partie de soirée, les lundis à 21 h 5. Les portraits ont quant à eux été diffusés les lundis 15 et 22 janvier 2018,.

#### Saison 14 (2019)
Cette quatorzième saison est présentée par Karine Le Marchand et 13 agriculteurs y participent.
Elle est diffusée sur M6, du 26 août au 9 décembre 2019. Tous les épisodes sont diffusés en première partie de soirée, les lundis à 21 h 5. Les portraits ont quant à eux été diffusés les lundis 28 janvier et 4 février 2019,.

#### Saison 15 (2020)
Cette quinzième saison est présentée par Karine Le Marchand et 13 agriculteurs y participent.
Elle est diffusée sur M6, du 14 septembre au 14 décembre 2020. Tous les épisodes sont diffusés en Première partie de soirée, les lundis à 21 h 5. Les portraits ont quant à eux été diffusés les lundis 9 et 16 mars 2020,.

#### Saison 16 (2021)
Cette seizième saison est présentée par Karine Le Marchand et 12 agriculteurs y participent.
Elle est diffusée sur M6 du 30 août 2021 au 29 novembre 2021. Tous les épisodes sont diffusés en première partie de soirée, les lundis à 21 h 5. Les portraits ont quant à eux été diffusés les lundis 1er et 8 février 2021.

#### Saison 17 (2022)
Cette dix-septième saison est présentée par Karine Le Marchand et 13 agriculteurs y participent.
Elle est diffusée sur M6 du 22 août 2022 au 14 novembre 2022. Tous les épisodes sont diffusés en première partie de soirée, les lundis à 21 h 10. Les portraits ont quant à eux été diffusés les lundis 14 et 21 février 2022.

#### Saison 18 (2023)
Cette dix-huitième saison est présentée par Karine Le Marchand et 14 agriculteurs y participent.
Elle est diffusée sur M6 à partir du 21 août 2023. Tous les épisodes seront diffusés en première partie de soirée, les lundis à 21 h 10. Les portraits ont quant à eux été diffusés les lundis 30 janvier et 6 février 2023.

### Audiences et diffusion
| Saison           | Jour et horaire de diffusion | Lancement              | Lancement      | Lancement | Finale                 | Finale         | Finale  | Moyenne          | Moyenne        | Moyenne           | Revenus publicitaires    |
| Saison           | Jour et horaire de diffusion | Nb. de télespectateurs | PDM 4 ans et + | Réf.      | Nb. de télespectateurs | PDM 4 ans et + | Réf.    | Audience moyenne | PDM 4 ans et + | Réf.              | Revenus publicitaires    |
| ---------------- | ---------------------------- | ---------------------- | -------------- | --------- | ---------------------- | -------------- | ------- | ---------------- | -------------- | ----------------- | ------------------------ |
| Saison 1 (2006)  | Jeudi à 20 h 50              | 3 100 000              | 15,6 %         | [ 78 ]    | 3 600 000              | 20,6 %         | [ 10 ]  | 3 250 000        | 17,9 %         | [ b ]             | Non connu.               |
| Saison 2 (2007)  | Lundi à 21 h                 | 3 570 000              | 14,0 %         | [ 3 ]     | 3 740 880              | 19,4 %         | [ 79 ]  | 3 940 000        | 17,6 %         | [ b ]             | Non connu.               |
| Saison 3 (2008)  | Lundi à 21 h                 | 3 894 000              | 16,0 %         | [ 14 ]    | 5 010 000              | 25,0 %         | [ 80 ]  | 4 300 000        | 20,2 %         | [ 80 ]            | Non connu.               |
| Saison 4 (2009)  | Lundi à 21 h                 | 4 790 000              | 19,9 %         | [ 4 ]     | 4 400 000              | 21,8 %         | [ 18 ]  | 4 600 000        | 20,9 %         | [ 18 ]            | Non connu.               |
| Saison 5 (2010)  | Lundi à 21 h                 | 4 700 000              | 18,9 %         | [ 81 ]    | 5 313 000              | 24,9 %         | [ 82 ]  | 4 900 000        | 21,2 %         | [ 83 ]            | 17 800 000 € (579 spots) |
| Saison 6 (2011)  | Lundi à 21 h                 | 6 290 000              | 25,1 %         | [ 85 ]    | 6 500 000              | 27,1 %         | [ 86 ]  | 5 961 000        | 25,1 %         | [ b ]             | 30 500 000 € (762 spots) |
| Saison 7 (2012)  | Lundi à 21 h                 | 6 211 000              | 26,2 %         | [ 88 ]    | 6 674 000              | 26,9 %         | [ 89 ]  | 6 400 000        | 27,0 %         | [ 90 ]            | 841 736 € par épisode    |
| Saison 8 (2013)  | Lundi à 21 h                 | 5 651 000              | 24,6 %         | [ 32 ]    | 5 646 000              | 24,0 %         | [ 34 ]  | 5 807 000        | 25,9 %         | [ b ]             | Non connu.               |
| Saison 9 (2014)  | Lundi à 21 h                 | 5 095 000              | 23,5 %         | [ 92 ]    | 5 449 000              | 25,3 %         | [ 93 ]  | 5 600 000        | 25,0 %         | [ 94 ]            | Non connu.               |
| Saison 10 (2015) | Lundi à 21 h                 | 5 100 000              | 25,1 %         | [ 40 ]    | 4 400 000              | 20,6 %         | [ 95 ]  | 4 900 000        | 24,0 %         | [ 96 ]            | Non connu.               |
| Saison 11 (2016) | Lundi à 21 h                 | 4 600 000              | 20,9 %         | [ 97 ]    | 3 700 000              | 18,2 %         | [ 98 ]  | 4 410 000        | 20,8 %         | [ 48 ]            | Non connu.               |
| Saison 12 (2017) | Lundi à 21 h                 | 4 400 000              | 20,0 %         | [ 99 ]    | 3 900 000              | 17,7 %         | [ 100 ] | 4 290 000        | 21,4 %         | [ b ]             | Non connu.               |
| Saison 13 (2018) | Lundi à 21 h                 | 3 860 000              | 21,6 %         | [ 101 ]   | 3 640 000              | 16,1 %         | [ 102 ] | 3 880 000        | 18,6 %         | [ 103 ]           | Non connu.               |
| Saison 14 (2019) | Lundi à 21 h                 | 3 550 000              | 18,5 %         | [ 104 ]   | 3 370 000              | 15,0 %         | [ 105 ] | 3 400 000        | 16,1 %         | [ 106 ]           | Non connu.               |
| Saison 15 (2020) | Lundi à 21 h                 | 3 330 000              | 15,6 %         | [ 107 ]   | 4 251 000              | 17,6 %         | [ 108 ] | 3 750 000        | 16,9 %         | [ 109 ]           | Non connu.               |
| Saison 16 (2021) | Lundi à 21 h                 | 3 840 000              | 18,6 %         | [ 110 ]   | 4 100 000              | 19,2 %         | [ 111 ] | 4 050 000        | 19,7 %         | [ 112 ]           | Non connu.               |
| Saison 17 (2022) | Lundi à 21 h                 | 3 820 000              | 21,1 %         | [ 113 ]   | 4 214 000              | 18,4 %         | [ 114 ] | 4 500 000        | 21,0 %         | [réf. nécessaire] | Non connu.               |
| Saison 18 (2023) | Lundi à 21h10                | 3 120 000              | 16,2 %         | [ 115 ]   | 3 930 000              | 19,7 %         |         | 3 810 000        | 18,9 %         |                   |                          |
| Saison 19 (2024) | Lundi à 21h10                | 3 500 000              | 18.8 %         | [ 116 ]   |                        |                |         |                  |                |                   |                          |

Légende :
- plus hauts scores d'audience
- plus bas scores d'audience

| Légende : Saison 1 / Saison 2 / Saison 3 / Saison 4 / Saison 5 / Saison 6 / Saison 7 / Saison 8 / Saison 9 / Saison 10 |

| Légende : Saison 11 / Saison 12 / Saison 13 / Saison 14 / Saison 15 / Saison 16 / Saison 17 / Saison 18 / Saison 19 / |

## Émissions dérivées

### Que sont-ils devenus?

#### Audiences et diffusion
| Épisode                  | Diffusion             | Diffusion   | Diffusion | Audience moyenne          | Audience moyenne | Références |
| Épisode                  | Jour                  | Heure début | Heure fin | Nombre de téléspectateurs | PdA              | Références |
| ------------------------ | --------------------- | ----------- | --------- | ------------------------- | ---------------- | ---------- |
| Que sont-ils devenus ?   | Lundi 23 juin 2008    | 22 h 25     | 23 h 40   | 4 700 000                 | 27,1 %           | [ 117 ]    |
| Que sont-ils devenus ?   | Lundi 23 juin 2008    | 22 h 25     | 23 h 40   | 4 200 000                 | 28,6 %           |            |
| Que sont-ils devenus ?   | Lundi 7 juin 2010     | 22 h 25     | 23 h 40   | 3 800 000                 | 29,6 %           |            |
| Que sont-ils devenus ?   | Lundi 6 juin 2011     | 20 h 45     | 22 h 30   | 5 749 000                 | 21,9 %           | [ 118 ]    |
| Que sont-ils devenus 1/2 | Lundi 18 juin 2012    | 20 h 50     | 22 h 35   | 5 782 000                 | 22,6 %           | [ 119 ]    |
| Que sont-ils devenus 2/2 | Lundi 25 juin 2012    | 20 h 50     | 22 h 35   | 5 994 000                 | 24,8 %           | [ 120 ]    |
| Que sont-ils devenus 1/2 | Lundi 3 juin 2013     | 20 h 55     | 23 h 00   | 5 000 000                 | 20 %             | [ 121 ]    |
| Que sont-ils devenus 2/2 | Lundi 10 juin 2013    | 20 h 55     | 23 h 00   | 4 700 000                 | 18,7 %           | [ 122 ]    |
| Que sont-ils devenus 1/2 | Lundi 26 mai 2014     | 20 h 55     | 23 h 00   | 5 458 000                 | 22,0 %           | [ 123 ]    |
| Que sont-ils devenus 2/2 | Lundi 2 juin 2014     | 20 h 55     | 23 h 00   | 5 002 000                 | 20,9 %           | [ 124 ]    |
| Que sont-ils devenus 1/2 | Lundi 25 mai 2015     | 20 h 55     | 23 h 20   | 5 095 000                 | 21,6 %           | [ 125 ]    |
| Que sont-ils devenus 2/2 | Lundi 1er juin 2015   | 20 h 55     | 23 h 20   | 5 083 000                 | 22,5 %           | [ 126 ]    |
| Que sont-ils devenus 1/2 | Lundi 29 janvier 2018 | 21 h 00     | 23 h 10   | 3 458 000                 | 15,0 %           | [ 127 ]    |
| Que sont-ils devenus 2/2 | Lundi 5 février 2018  | 21 h 00     | 23 h 10   | 3 263 000                 | 13,8 %           | [ 128 ]    |
| Que sont-ils devenus 1/2 | Lundi 23 août 2021    | 21 h 05     | 21 h 55   | 3 776 000                 | 17,3 %           | [ 129 ]    |
| Que sont-ils devenus 2/2 | Lundi 23 août 2021    | 21 h 55     | 23 h 05   | 3 290 000                 | 19,3 %           | [ 129 ]    |

## Musiques
Jusqu'à la dixième saison, en 2015, le thème du générique est You're Beautiful de James Blunt. Cette chanson incarne véritablement le programme, de sorte que l'artiste décide de ne plus accorder les droits d'utilisation à l'issue de cette saison, car « [frustré] d’être toujours ramené à ça quand il [vient en France] avec un nouvel album »,. Depuis lors, c'est un titre de Michael Bublé, Haven't Met You Yet, qui sert de générique à l'émission,.
Outre le générique, de nombreuses chansons sont diffusées au cours des épisodes, généralement durant quelques secondes, de sorte qu'entre 200 et 300 extraits musicaux soient diffusés par soirée. Virginie Matéo, productrice de l'émission, explique : « Chaque extrait colle à une émotion, à ce qu’il se passe à la ferme. Et comme certains agriculteurs nous font passer du rire aux larmes, on change souvent ». Ainsi, certains titres de Louis Armstrong, Supertramp ou Norah Jones sont choisis. Les chansons Dream a Little Dream of Me, reprise par Louis Armstrong et Ella Fitzgerald ; Star Girl du groupe McFly ou encore Heart Attack de Demi Lovato sont généralement diffusées en début d'épisode. Tandis que Girls de Kids in Glass Houses ; Hold onto your heart de Tina Parol ; Up de Olly Murs et Demi Lovato ou encore Shut Up and Dance de Walk the Moon sont diffuées en fin d'épisode.

## Controverses
Les conditions de tournage ont parfois été critiquées. Par exemple, le candidat Dany (saison 7) s'est plaint d'avoir été un acteur non payé, devant rejouer certaines scènes ou disant ce que la production lui intimait de dire.
Un autre candidat, Raphaël (saison 6), abonde dans le même sens en disant que « l'émission est scénarisée à 90 % », et que les images sont montées dans le désordre.
Libération critique l'exposition des agriculteurs comme des « bêtes de foire » au téléspectateur, qui regarderait le programme pour se moquer d'eux.